# Idjum
Der Idjum (russisch Идюм) ist ein rechter Nebenfluss der Algama in der Region Chabarowsk und der Republik Sacha im Fernen Osten Russlands.
Der Idjum entspringt im östlichen Teil des Stanowoigebirges. Er windet sich in überwiegend nördlicher Richtung durch das Aldanhochland. Er nimmt dabei die Nebenflüsse Mulam von links und Djoss von rechts auf. Er fließt innerhalb der Region Chabarowsk und bildet unterhalb der Mündung des Mulam die Grenze zur Republik Sacha. Der Idjum hat eine Länge von 317 km. Sein 9170 km² großes Einzugsgebiet umfasst etwa 1000 Seen, darunter den 82,6 km² großen See Bolschoje Toko.